# Джонс, Келли (музыкант)
Ке́лли Джонс (англ. Kelly Jones; род. 3 июня 1974 года, Кумаман, Уэльс) — валлийский музыкант, певец, автор песен, ведущий гитарист, клипмейкер и солист группы Stereophonics. Он также выпустил свой первый сольный альбом Only the Names Have Been Changed в марте 2007 года. Как певец, Джонс известен своим хриплым голосом. Как автора, его вдохновляют Нил Янг, Боб Дилан, Отис Реддинг, Стиви Уандер, Led Zeppelin, AC/DC и Sex Pistols.

## Ранняя жизнь
Келли Джонс — младший из трёх сыновей работников фабрики Берил и Эрвина Джонсов, родившийся в маленькой валлийской деревушке бывших шахтёров Кумаман. Он провёл своё детство с ними и двумя старшими братьями Кевином и Ли. Его отец тренировал молодёжную футбольную команду и занимался своей певческой карьерой. Эрвин руководил группой Oscar and the Kingfishers и заключил контракт с лейблом Polydor Records, от которого получил псевдоним «Эрвин Дэвидсон» из-за большого количества однофамильцев в музыкальном бизнесе в то время. Несмотря на помощь менеджера группы The Hollies и выступления на разогреве у Роя Орбисона, Эрвин не добился большого успеха и выпустил всего несколько синглов. Во времена юности Келли его дядя, рефери по боксу, заинтересовал его этим видом спорта, и позже Джонс соревновался на высоком уровне в Южном Уэльсе. После этого он стал заниматься футболом и играл в своём округе. В родном селе Келли подружился с соседями, Стюартом Кейблом и Ричардом Джонсом, с которыми в 1992 году создал кавер-группу, позже получившую название Stereophonics.
Прежде чем сосредоточиться на музыке, Джонс изучал кино и телевидение в колледже и хотел работать сценаристом, пытаясь привлечь интерес со стороны Би-Би-Си к своей работе. По мере того, как группа переходила от каверов к исполнению оригинального материала, Келли стал использовать свой авторский талант для написания текстов группы. Дебютный альбом Stereophonics 1997 года Word Gets Around во многом автобиографичен, например, в песне «More Life in a Tramps Vest» Джонс рассказывает о работе в рыночном ларьке в подростковые годы.

## Карьера
В 1996 году, после нескольких лет выступлений в южном Уэльсе, Stereophonics стали первой группой, подписанной на новый лейбл Ричарда Брэнсона V2 Records. Их дебютный мини-альбом Looks Like Chaplin не сумел пробиться в чарты, а следующий сингл «Local Boy in the Photograph» стал 51-м в чартах Великобритании. Однако первый альбом группы Word Gets Around, отчасти благодаря выступлениям на разогреве у Manic Street Preachers в 1996—1997 годах, занял шестое место в UK Albums Chart.
В феврале 1998 года Stereophonics стали победителями BRIT Awards в номинации «лучшая новая группа», на той же неделе переиздание «Local Boy in the Photograph» заняло 14 место в чартах, а их первый альбом стал золотым в Великобритании, так как было продано 100 000 экземпляров. В течение этого года группа гастролировала по Европе, Австралии и США, основным моментом тура стал концерт 12 июня 1998 года в замке Кардифф, который был выпущен на DVD. В 1999 году был выпущен их второй альбом Performance and Cocktails, оказавшийся ещё более успешным и возглавивший британский чарт. Годом позже группа приняла участие в записи кавера на песню Рэнди Ньюмана «Mama Told Me Not to Come» совместно с Томом Джонсом.
После очередного тура группа записала новый альбом Just Enough Education to Perform, в который вошли синглы «Mr. Writer», «Have a Nice Day» и «Step on My Old Size Nines». В более поздние издания альбома был добавлен кавер на песню Рода Стюарта «Handbags and Gladrags». В следующем году они также собрали свою самую большую концертную аудиторию на тот момент (80000 человек) в замке Слейн в Ирландии. В этом же году группа выступала на разогреве у Counting Crows и гастролировала по различным городам Британии вместе с группой. Впоследствии Джонс принял участие в концерте и исполнил «Mr. Jones» и «Hanginaround» вместе с Адамом Дуритцем. В 2003 году был выпущен четвёртый студийный альбом группы You Gotta Go There to Come Back, в который вошли такие песни, как «Maybe Tomorrow» и «Madame Helga».

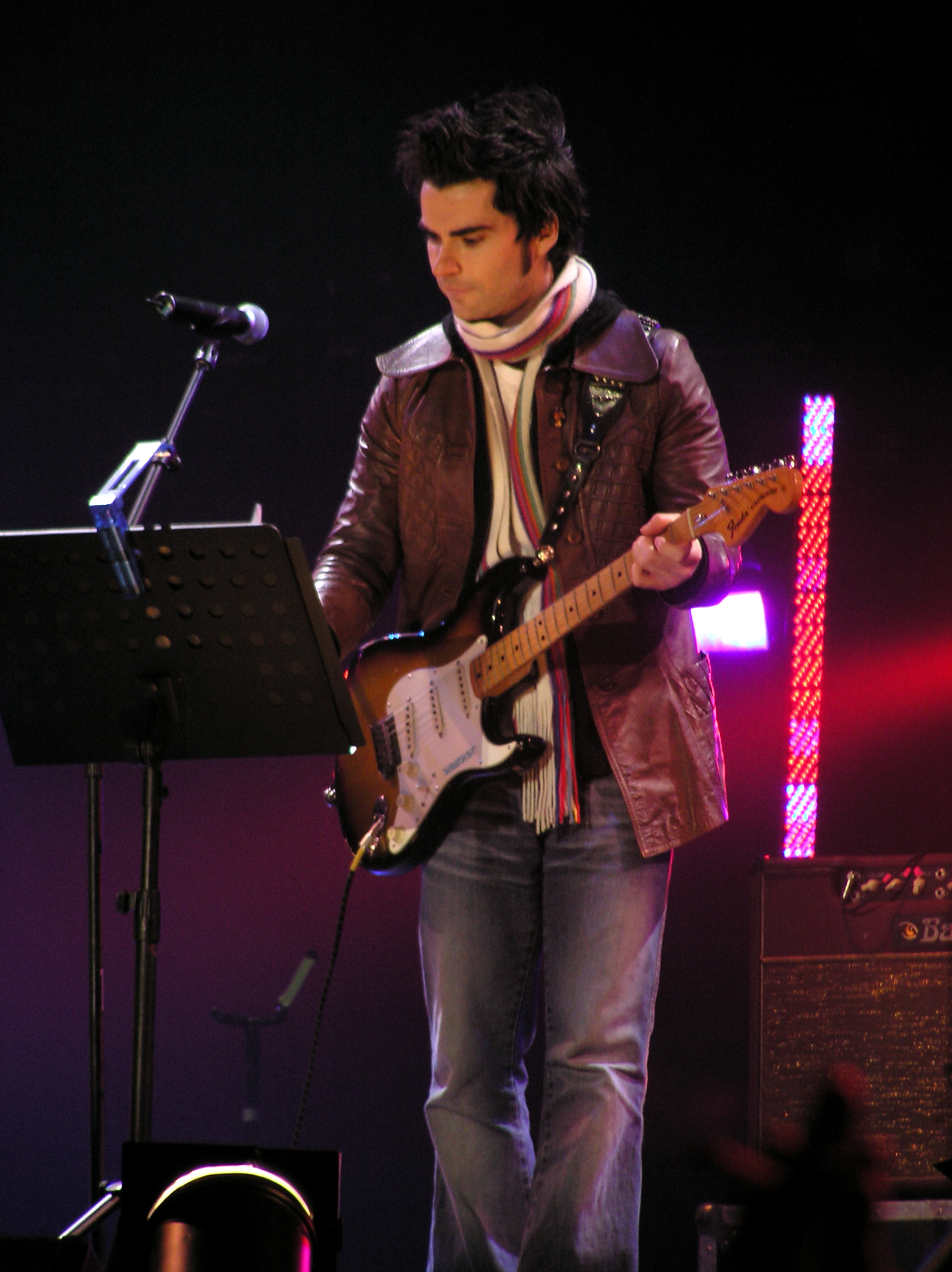
Джонс выступает на «Tsunami Relief Cardiff» в 2005 году

В том же году во время турне в Германии барабанщик Стюарт Кейбл, который к тому времени стал вести собственное чат-шоу на BBC Wales, был уволен из группы Джонсом, сославшимся на «проблемы с приверженностью» и назвавшим эту ситуацию «душераздирающей». В оставшейся части тура Кейбла заменял барабанщик The Black Crowes Стив Горман. Два года спустя, в марте 2005 года, вышел пятый студийный альбом Stereophonics Language. Sex. Violence. Other?. Эта запись стала первой с новым барабанщиком Хавьером Уэйлером, бывшим студийным инженером, который стал постоянным участником группы после того, как его попросили исполнить барабанную партию для ранних записей альбома. Первый сингл альбома «Dakota» впервые в истории группы возглавил британский чарт.
В январе 2005 года Келли Джонс выступил сольно на благотворительном концерте «Tsunami Relief Cardiff» на стадионе «Миллениум» в Кардиффе, крупнейшем благотворительном концерте живой музыки с концерта Live Aid 1985 года, в котором также участвовали такие артисты, как Эрик Клэптон, Keane, Snow Patrol. 2 июля 2005 года группа прервала своё мировое турне и выступила на концерте Live 8 в Гайд-парке в Лондоне на глазах 240 000 человек — их самой большой аудитории. Через год Stereophonics снова вернулись к работе, приступив к записи шестого студийного альбома Pull the Pin, который был выпущен 15 октября 2007 года. В ноябре 2009 года выходит следующий альбом группы Keep Calm and Carry On, первый альбом, в создании которого принял участие второй гитарист, Адам Зиндани. В отличие от предыдущих пяти альбомов, Keep Calm and Carry On не сумел возглавить британский чарт и занял в нём только 11 место, но снова стал золотым.
Восьмой альбом группы Graffiti on the Train вышел после долгой паузы в марте 2013 года, занял 3 место в британском чарте и стал платиновым, так как было продано более 300 000 экземпляров. Он получил положительные отзывы от критиков, высоко оценивших разнообразие и качество треков. В составе группы также произошли изменения: барабанщика Хавьера Уэйлера заменил бывший участник группы Noisettes Джейми Моррисон. В ноябре 2015 года выходит девятый альбом группы Keep the Village Alive, также получивший положительные отзывы от критиков и возглавивший британский чарт. В 2017 году был выпущен альбом Scream Above the Sounds, ставший золотым.

### Другие проекты
В 2007 году Джонс выпустил ограниченным тиражом свой первый сольный альбом Only the Names Have Been Changed, однако ему удалось занять 1 место в чарте загрузок iTunes. В интервью IndieLondon музыкант рассказал про создание альбома: «Мы записывали шестой альбом Stereophonics в прошлом году, и в перерывах я начал создавать эти песни. Три или четыре трека, и я понял, что из этого действительно может что-то получиться […] удивительно, что маленькие события всегда приводят к чему-то большому». Из-за выхода альбома стали распространяться слухи о уходе Джонса из Stereophonics для продолжения сольной карьеры, однако он отверг их.

## Оборудование

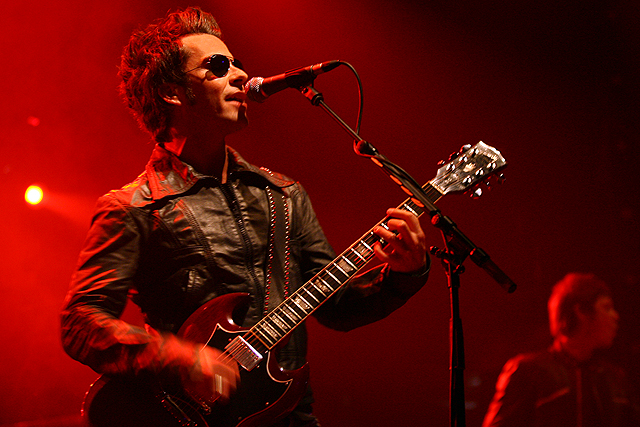
Джонс играет на своей вишнёво-красной Gibson SG

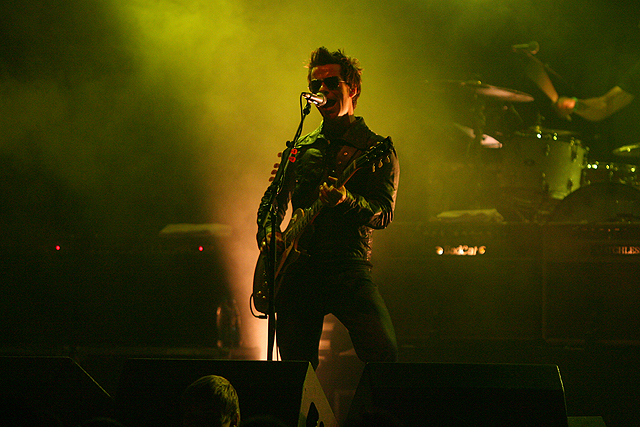
Джонс играет на Gibson Les Paul Goldtop

Джонс использует гитарные усилители Matchless и Badcat, а также Vox AC30. Он пользуется ограниченными педалями эффектов, а также использует педали Boss, в том числе с эффектами хорус, дилэй, фланжер, фэйзер, и различные дисторшн-педали.
Основная гитара Джонса — вишнёво-красный Gibson SG. Он также иногда использует Gibson CS-336 и Fender Stratocaster. Его Fender Jaguar широко использовался в альбоме Language. Sex. Violence. Other? и во время гастролей. У Келли есть гитара в стиле Fender Telecaster, созданная Manson Guitar Works. Также он известен использованием золотой Gibson Les Paul, особенно на более тяжёлых треках, таких как «The Bartender and the Thief» и «Vegas Two Times». В качестве акустической гитары почти всегда используется Gibson J150.

## Конфликты
У Джонса были напряжённые отношения со СМИ, которые часто критиковали его за вклад в музыку и вокальные способности. Особенно отношения обострились после выхода песни «Mr. Writer», в которой содержались жалобы на поведение журналистов. Несколько раз Келли становился героем первых полос в связи с критикой других музыкантов, в частности группы Radiohead и её лидера Тома Йорка. Джонс критиковал отношение Йорка в интервью 2002 года, так как тот, по его мнению, жаловался на гастроли в документальном фильме 1998 года «Meeting People Is Easy». Он заявил: «Мы все можем относиться к этому видео — знаешь, нужно делать сотню чёртовых треков для радиостанций — но это не значит, что тебе нужно ходить и быть для всех несчастным придурком. Что в основном и делает Том Йорк». Позднее он извинился за этот комментарий, поскольку на самом деле был поклонником Йорка. Также он назвал Muse «группой, подражающей Radiohead» и осудил Мэттью Беллами за то, что тот запросил 25000 фунтов стерлингов за проведение совместной серии концертов «Day At The Races», назвав его «самовлюблённым» (англ. being up his own arse).
Джонс известен своим циничным отношением к поп-музыке, а также критикует реалити-шоу, такие как «Popstars» и «The X Factor», и искусственные группы, такие как Hear’Say.

## Личная жизнь

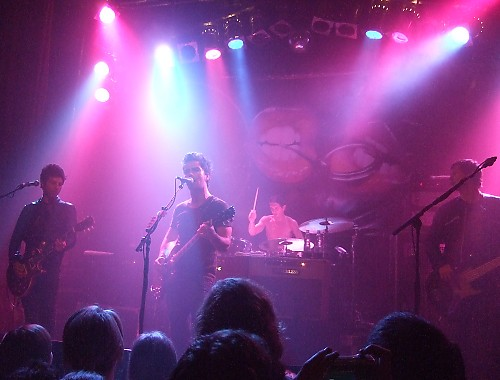
Келли Джонс и Stereophonics в сентябре 2007 года

Джонс встретил свою первую подругу, Эмму Данн, парикмахера, в возрасте 15 лет. Они пробыли вместе почти 12 лет и обручились перед тем, как разойтись. В 2002 году Джонс отправился к дому своего друга и фотографа Джулиана Кастальди, сломал входную дверь, разбил окно кирпичом, а затем повредил две машины трубой, находясь в состоянии алкогольного опьянения. Этот поступок был вызван тем, что незадолго до этого музыкант обнаружил, что Кастальди ухаживал за Эммой через месяц после их расставания. Кастальди позвонил в полицию, что привело к тому, что певец был арестован, однако он не стал предъявлять обвинения, в связи с чем Келли отделался штрафом в 2000 фунтов стерлингов за нанесённый ущерб. Джонс прокомментировал случившееся следующим образом: «То, что я сделал, было совершенно для меня нехарактерно, но то, что он сделал, было неправильно», позже написав об этом песню «Rainbows and Pots of Gold».
После расставания с Данн Джонс начал встречаться с дизайнером интерьера, Ребеккой «Беккой» Уолтерс. В октябре 2004 года у Ребекки и Келли родился первый ребёнок, Лолита Бутси Джонс. В январе 2007 года у них родилась ещё одна дочь по имени Мисти. Ребекка и Келли расстались вскоре после её рождения. Он женат на журналистке MTV Джекки Хили с конца 2013 года, у них есть дочь по имени Райли. Они были вместе с 2008 года. В отличие от многочисленных музыкантов и артистов, Джонс и его семья практически не освещаются в средствах массовой информации. Стюарт Кейбл утверждал, что между его тогдашней девушкой Лизой Роджерс и девушкой Келли Джонса Ребеккой Уолтерс возникла публичная ссора в ресторане Парижа, что привело к его увольнению из группы после того, как он позволил себе шутку об инциденте на следующий день. Однако, по словам Келли, Стюарт покинул группу, так как часто пропускал репетиции. Джонс и Кейбл уладили свои разногласия через год после случившегося, находясь в постоянном контакте в течение 5 лет до самой смерти Кейбла и даже выступив вместе на одной сцене с басистом Ричардом Джонсом, в оригинальном составе Stereophonics, на свадьбе друга. Келли и Стюарт должны были встретиться в день смерти последнего, на следующий день после долгожданного концерта Stereophonics в Кардиффе. Джонс посетил похороны друга в Абердэре и в дальнейшем посвятил ему песню «Before Anyone Knew Our Name» с альбома Scream Above the Sounds.
Джонс известен тем, что предпочитает носить винтажную одежду и имеет по меньшей мере двадцать косух. Он является болельщиком футбольного клуба «Лидс Юнайтед».

## Дискография

### Студийные альбомы
| Год  | Название                         |
| ---- | -------------------------------- |
| 2007 | Only the Names Have Been Changed |